# Edgard Flores
Edgard Flores (Tela, Atlántida, Honduras, 20 de abril de 1989) es un futbolista hondureño. Juega como defensa lateral y actualmente está sin equipo. 
Es hermano de Rony Flores y primo de Wilmer y Félix Crisanto.

## Clubes
| Club     | País     | Año         |
| -------- | -------- | ----------- |
| Platense | Honduras | 2009 - 2012 |
| Victoria | Honduras | 2012 - 2014 |
| Olimpia  | Honduras | 2015        |

## Estadísticas
| Club              | Temporada     | Liga  | Liga  | Copa Nacional | Copa Nacional | Copa Internacional | Copa Internacional | Total | Total |
| Club              | Temporada     | Part. | Goles | Part.         | Goles         | Part.              | Goles              | Part. | Goles |
| ----------------- | ------------- | ----- | ----- | ------------- | ------------- | ------------------ | ------------------ | ----- | ----- |
| Platense Honduras | 2010/11       | 11    | 0     | -             | -             | -                  | -                  | 11    | 0     |
| Platense Honduras | 2011/12       | 12    | 0     | -             | -             | -                  | -                  | 12    | 0     |
| Platense Honduras | Total         | 23    | 0     | 0             | 0             | 0                  | 0                  | 23    | 0     |
| Victoria Honduras | 2012/13       | 6     | 1     | -             | -             | -                  | -                  | 6     | 1     |
| Victoria Honduras | 2013/14       | 22    | 1     | -             | -             | 2                  | 0                  | 24    | 7     |
| Victoria Honduras | 2014/15       | 9     | 0     | -             | -             | -                  | -                  | 9     | 0     |
| Victoria Honduras | Total         | 37    | 2     | 0             | 0             | 2                  | 0                  | 39    | 2     |
| Olimpia Honduras  | 2014/15       | 9     | 0     | -             | -             | 0                  | 0                  | 9     | 0     |
| Olimpia Honduras  | 2015/16       | 3     | 0     | -             | -             | 1                  | 0                  | 4     | 0     |
| Olimpia Honduras  | Total         | 12    | 0     | 0             | 0             | 1                  | 0                  | 13    | 0     |
| Total carrera     | Total carrera | 72    | 2     | 0             | 0             | 3                  | 0                  | 75    | 2     |

Fuente

## Palmarés

### Campeonatos nacionales
| Título                    | Club    | País     | Año  |
| ------------------------- | ------- | -------- | ---- |
| Copa de Honduras          | Olimpia | Honduras | 2015 |
| Liga Nacional de Honduras | Olimpia | Honduras | 2015 |